# Phileas von Thmuis
Phileas von Thmuis († 4. Februar 306 in Alexandria) war Bischof von Thmuis im Nildelta. Er starb als Märtyrer in der Christenverfolgung unter Diokletian.

## Leben
Eusebius von Caesarea widmet Phileas einen Abschnitt seiner Kirchengeschichte. Außerdem sind die Apologia Phileae (Papyrus Bodmer XX) und die Acta Phileae unter seinem Namen überliefert.
Danach empfing Phileas als Erwachsener die Taufe und wurde wegen seiner großen Verdienste um das öffentliche Leben zum Bischof von Thmuis gewählt. Er hatte Kenntnisse in vielen Fachgebieten, besonders in der Philosophie. Während der Verfolgung eingekerkert, schrieb er einen Brief an die Gemeinde, in dem er die Standhaftigkeit der gefangenen, gedemütigten und gefolterten Christen beschreibt (zitiert von Eusebius). Der Präfekt Culcianus, der ihn vor seiner Hinrichtung verhörte, wunderte sich besonders darüber, dass Phileas trotz seines Vermögens, mit dem er fast die ganze Provinz ernähren könnte, das Martyrium wählte. Phileas bekannte standhaft die Gottheit Christi, verweigerte das Kaiseropfer und wies einen Vermittlungsversuch seines Bruders zurück. Zusammen mit ihm wurde Philoromus enthauptet, ein römischer Beamter, der im Prozess für Phileas eingetreten war.